# Microsoft Surface
Microsoft Surface là một loạt các máy tính cá nhân dựa trên màn hình cảm ứng và bảng trắng tương tác chạy hệ điều hành Microsoft Windows được thiết kế và phát triển bởi Microsoft. Các thiết bị được sản xuất bởi Pegatron và được thiết kế để trở thành thiết bị cao cấp đặt ví dụ cho các OEM Windows. Nó bao gồm chín thế hệ máy tính bảng lai, máy tính xách tay có thể tháo rời 2-in-1, máy tính để bàn có thể chuyển đổi tất cả trong một, bảng trắng tương tác và nhiều phụ kiện khác nhau với các yếu tố hình thức độc đáo. Ngoại trừ Surface và Surface 2 thế hệ đầu tiên, tất cả các PC Surface đều sử dụng bộ xử lý Intel và tương thích với hệ điều hành Windows 10 của Microsoft. Surface Book 2, Laptop 2, Laptop Go, Go 2, Pro 6, Laptop Studio, Studio 2, Hub 2S và những dòng Surface mới hơn sẽ được nâng cấp lên Windows 11.
Surface có chín dòng thiết bị đang bán trên trang web chính thức của Microsoft:
- Surface Go là dòng tablet có thể gắn thêm bàn phím để làm laptop và là phiên bản rút gọn của Surface Pro. Mẫu sản phẩm mới nhất của dòng này là Surface Go 4(2021), sử dụng CPU Intel Pentium Gold 6500Y và Intel Core i3-10100Y
- Surface Pro tương tự như Surface Go, nhưng là tablet với cấu hình mạnh hơn, cũng có thể gắn/tháo rời bàn phím.  mẫu mới nhất hiện nay là Surface Pro 11(2024) , sử dụng CPU Snapdragon® X Plus
- Surface Laptop là dóng máy tính dạng notebook, cỡ màn hình 13,5 inch và 15 inch, bàn phím liền.[7][8] Mẫu mới nhất hiện là Surface Laptop 4 (2021) sử dụng CPU Intel Core i5-1145G7 và Intel Core i7-1185G7 đồng thời cũng sử dụng CPU AMD Ryzen 5 4680U Mobile và AMD Ryzen 7 4980U Mobile. Cả hai CPU AMD đều là phiên bản Microsoft Surface Edition.
- Surface Laptop Go là một phiên bản rút gọn của Surface Laptop có màn hình 12.4". Mẫu mới nhất của dòng này là Surface Laptop Go 2 (2022), sử dụng CPU Intel Core i5-1135G7
- Surface Book là dòng notebook có thể gắn/tháo bàn phím. Mẫu mới nhất là Surface Book 3 (2020) sử dụng Intel Core i5-1035G7 và Intel Core i7-1065G7 cho phiên bản 13.5" và  Intel® Core™ i7-1065G7 cho phiên bản 15". Phiên bản 13.5" và 15" đều có GPU tích hợp là Intel Iris Plus G7 đồng thời card GPU rời là NVIDIA GeForce GTX 1650/1660 và phiên bản 15" có thêm lựa chọn là NVIDIA RTX Quadro 3000.
- Surface Studio là dòng máy tính để bàn, kích thước màn hình 28 inch. Mẫu mới nhất là Surface Studio 2 (2018) sử dụng CPU Intel Core i7-7820HQ và GPU NVIDIA GeForce GTX 1060/1070.
- Surface Laptop Studio là một phiên bản nhỏ gọn hơn của Surface Studio với kích thước màn hình 14.4" và có thể bẻ màn hình về phía trước thay vì gỡ màn hình ra như dòng Surface Book hoặc Surface Pro hoặc Go và chạy CPU Intel Core i5-11300H và Intel Core i7-11370H đồng thời với iGPU là Intel Iris Xe cho bản i5 và card GPU NVIDIA RTX 3050 Ti cho bản i7.
- Surface Hub là màn hình cảm ứng, thích hợp để ghép với các Hub khác, tạo thành một màn hình lớn. Mẫu mới nhất là Surface Hub 2S với 2 phiên bản: 50" (2019) và 85" (2020) dùng CPU Intel Core i5 Kaby Lake thế hệ thứ 8.
- Surface Duo là Smartphone có 2 màn hình gập lại với nhau, chạy hệ điều hành Android. Mẫu mới nhất là Surface Duo 2 dùng CPU ARM Snapdragon 888 5G.